# 恩里科·卡拉托尼
恩里科·卡拉托尼（義大利語：Enrico Carattoni，1985年5月18日—）是一位聖馬利諾的政治家，於2017年10月至2018年4月與馬泰奥·菲奥里尼同時擔任執政官。